# 黃宏生
黃宏生（1956年—），中华人民共和国企业家，創維數碼创始人兼前主席、主要股東、房地產開發商，第十届全国政协委员、第八届广东省政协委员、第三届深圳市政协常委。
黄宏生出生于中國海南島，畢業於廣州華南理工大學無線電工程专业，之後在華南電子進出口公司當助理工程師，3年內晋升為常務副總經理（當時他26歲）。
1988年，黃宏生移居香港，自己創業，初期從事電子產品貿易，之後转为面向中国内地生產及销售電視機，并成立創維數碼；2000年，该公司以科網概念股包裝在香港上市，集資10億港元。
2006年7月13日，黃宏生及其胞弟、創維前執行董事黃培升因串謀盜竊及串謀詐騙創維數碼5000多萬港元被判監禁6年。
在黄宏生出狱首年的2010年，在全球彩电产量萎缩的背景下，创维营收却大涨34%；他更是通过分拆上市的方式（拟将一家上市公司拆为三家），给团队内部创业的机会。

## 外部参考
- 黃宏生的電視機業